# Vanessa Rodríguez Vega
Vanessa Rodríguez Vega es una futbolista española (Baracaldo, Vizcaya, 29 de noviembre de 1979). Formada en el CFF Bilbao, pasó a englosar en las filas del Athletic Club Neskak, en la Superliga en el año 2002, tras pasar un año en el Leioa. Su debut en la Superliga con el Athletic fue el 6 de octubre de 2002, en el partido Athletic Club Neskak 7 - Torrejón 1.

## Clubes
| Club                 | País   | Año       |
| -------------------- | ------ | --------- |
| CFF Bilbao           | España | 1992-2001 |
| Leioa                | España | 2001-2002 |
| Athletic Club Neskak | España | 2002-2009 |